# Szczepan Szymkiewicz
Szczepan (Stefan) Szymkiewicz (ur. 24 grudnia 1842 w Siedleczce k. Kańczugi, zm. 9 stycznia 1945 w Brzostku) – polski duchowny katolicki, wieloletni proboszcz i dziekan w Brzostku.
W latach 1855–1863 uczęszczał do gimnazjum w Rzeszowie, w 1864 rozpoczął studia filozoficzne i teologiczne w przemyskim Wyższym Seminarium Duchownym. Po ich ukończeniu 13 września 1868 w Przemyślu otrzymał z rąk biskupa Antoniego Manastyrskiego święcenia kapłańskie. Do 1880 pełnił posługę wikariuszowską w różnych parafiach: dwukrotnie w Łące k. Rzeszowa (1873–1874 i 1875–1880), ponadto w Mościskach (1868–1873) i Rzeszowie (1874–1875).
22 kwietnia 1880 mianowany został proboszczem w Warzycach koło Jasła. W czasie 18-letniej pracy w Warzycach szczególny nacisk kładł na rozwój ruchu trzeźwościowego. Gromadził również środki materialne na budowę nowego kościoła. W styczniu 1898 przeniesiony został na parafię w Brzostku k. Pilzna, na której pozostawał przez 37 lat – do stycznia 1935. Dodatkowo w latach 1909–1934 pełnił funkcję dziekana brzosteckiego. W Brzostku znany był z udziału w szeregu inicjatyw o charakterze społecznym i samorządowym. Przewodniczył Radzie Szkolnej, brał udział w pracach Rady Gminnej, stał na czele Rady Nadzorczej Towarzystwa Zaliczkowego. Po złożeniu funkcji proboszcza w styczniu 1935 pozostał w Brzostku. Dożył rzadkiego jubileuszu 75-lecia święceń kapłańskich, ale przypadł on na czas II wojny światowej.
Posiadał liczne odznaczenia, zarówno kościelne, jak i świeckie. Już w 1907 Rada Gminna w Brzostku nadała mu tytuł honorowego obywatela. W 1892 od biskupa Łukasza Soleckiego otrzymał Expositorium Canonicale, a w 1899 Rochettum et Mantolettum. 3 lutego 1923 dekretem biskupa Józefa Sebastiana Pelczara powołany został jako kanonik honorowy w skład przemyskiej kapituły katedralnej. Na 60-lecie kapłaństwa w 1928 z nadania Piusa XI został szambelanem papieskim.
Zginął w wieku 102 lat 9 stycznia 1945 w Brzostku w trakcie przymusowego wysiedlenia, zarządzonego przez Niemców w związku z działaniami wojennymi.

## Ordery i odznaczenia
- Krzyż Oficerski Orderu Odrodzenia Polski (9 listopada 1931)[1]